# Гейтепе
Гейтепе — місто в Джалілабадському районі Азербайджану, на Ленкоранській низовині на відстані 6 км від залізничної станції Масалли на лінії Нові Османли — Астара.

## Історія
Поселення  засновано у 1840 році російськими переселенцями як село Пришиб. Назва походить від російського географічного терміна “пришиб”—обрив на повороті ріки.

У 1967 році Пришиб отримав статус міста. У 1992 році  він був перейменований у Гейтепе, що в перекладі з азербайджанської означає “Блакитний пагорб”.
У радянські часи у місті було збудовано авторемонтний завод, виноградарський радгосп і виноробний завод.

## Населення
Станом на 1989 рік у місті проживало 10 067 чоловік.

## Важливі об'єкти
11 серпня 2015 року за участі президента Азербайджана Ільхама Алієва було відкрито новий парковий бульварний комплекс імені Гейдара Алієва. Його площа складає 30 тисяч квадратних метрів, половина території являє собою зелену зону. На території комплекса встановлено пам'ятник Гейдару Алієву.